# Silicon X-tal Reflective Display
Le SXRD (Silicon X-tal Reflective Display) est la variante propriétaire de Sony des cristaux liquides sur silicium, une technique utilisée principalement dans les téléviseurs et vidéoprojecteurs de projection. Sur le marché des téléviseurs à projection avant et arrière, elle est en concurrence directe avec le D-ILA de JVC et le DLP de Texas Instruments. Sony a arrêté la production de tous ses téléviseurs à rétroprojection, y compris ceux qui utilisaient des puces d'affichage SXRD, au profit d'appareils à écran plat utilisant des écrans LCD et OLED. Sony a désormais concentré la SXRD sur les projecteurs frontaux HD et sur la prochaine génération de projection de cinéma numérique 4K.

## Modèles
| Année | Taille     | Séries et numéro du modèle | Séries et numéro du modèle | Séries et numéro du modèle | Séries et numéro du modèle | Séries et numéro du modèle          |
| Année | Taille     | A2000                      | A3000                      | XBR (en)                   | Qualia (en)                | BRAVIA SXRD                         |
| ----- | ---------- | -------------------------- | -------------------------- | -------------------------- | -------------------------- | ----------------------------------- |
| 2004  | Projection | --                         | --                         | --                         | 004                        | --                                  |
| 2004  | 70"        | --                         | --                         | --                         | 006                        | --                                  |
| 2005  | 50"        | --                         | --                         | KDS-R50XBR1                | --                         | --                                  |
| 2005  | 60"        | --                         | --                         | KDS-R60XBR1                | --                         | --                                  |
| 2005  | Projection | --                         | --                         | --                         | --                         | VPL-VW100                           |
| 2006  | 50"        | KDS-50A2000                | --                         | --                         | --                         | --                                  |
| 2006  | 55"        | KDS-55A2000                | --                         | --                         | --                         | --                                  |
| 2006  | 60"        | KDS-60A2000                | --                         | KDS-R60XBR2                | --                         | --                                  |
| 2006  | 70"        | --                         | --                         | KDS-R70XBR2                | --                         | --                                  |
| 2006  | Projection | --                         | --                         | --                         | --                         | VPL-VW50                            |
| 2007  | 50"        | KDS-50A2020                | KDS-50A3000                | --                         | --                         | --                                  |
| 2007  | 55"        | KDS-55A2020                | KDS-55A3000                | --                         | --                         | --                                  |
| 2007  | 60"        | KDS-60A2020 KDS-60A2010    | KDS-60A3000                | KDS-Z60XBR5 (Annulé)       | --                         | --                                  |
| 2007  | 70"        | --                         | --                         | KDS-Z70XBR5 (Annulé)       | --                         | --                                  |
| 2007  | Projection | --                         | --                         | --                         | --                         | VPL-VW60 VPL-VW200                  |
| 2008  | Projection | --                         | --                         | --                         | --                         | VPL-VW40 VPL-HW10 VPL-VW70 VPL-VW80 |
| 2009  | Projection | --                         | --                         | --                         | --                         | VPL-HW15 VPL-VW85                   |
| 2010  | Projection | --                         | --                         | --                         | --                         | VPL-VWPRO1 VPL-VW90                 |
| 2018  | Projection |                            |                            |                            |                            | VPL-VW295ES VPL-VW695ES VPL-VW995ES |

## Controverse
Bien que capable de produire une bonne qualité d'image haute définition, Sony a eu des difficultés à maîtriser la technique de production en masse de la version à rétroprojecteur de ces écrans. Un taux de défaillance élevé du bloc optique a nécessité des remplacements répétés des blocs optiques sur certains téléviseurs.[réf. nécessaire].  Sony a précédemment réglé un procès en action collective intenté par les propriétaires de la première génération de SXRD, et n'a apparemment pas corrigé ce défaut. Sony a cessé la production de tous les téléviseurs à rétroprojecteur SXRD, car les propriétaires de la plupart des téléviseurs de deuxième génération ont intenté de nouvelles actions collectives. Les procès en recours collectif de la deuxième génération ont été récemment déposés et sont en cours devant la Cour fédérale.[réf. nécessaire]